# 勝山 (遊女)
勝山（かつやま）は、江戸時代初期（17世紀）、特に承応・明暦年間、吉原で人気のあった遊女の源氏名である。元は江戸・神田四軒町雉町にあった「丹前風呂」の湯女であった。1653年（承応2年）8月、山本芳順に抱えられて吉原の太夫となり、1657年（明暦3年）8月、廓をしりぞいた。

## 人物・来歴

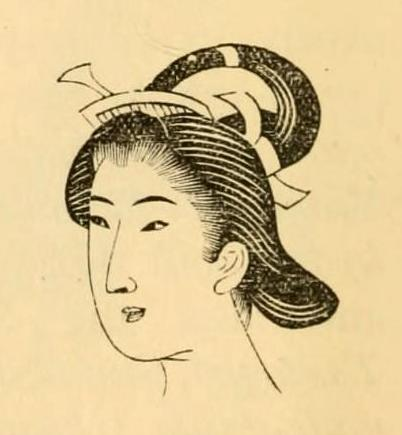
勝山髷

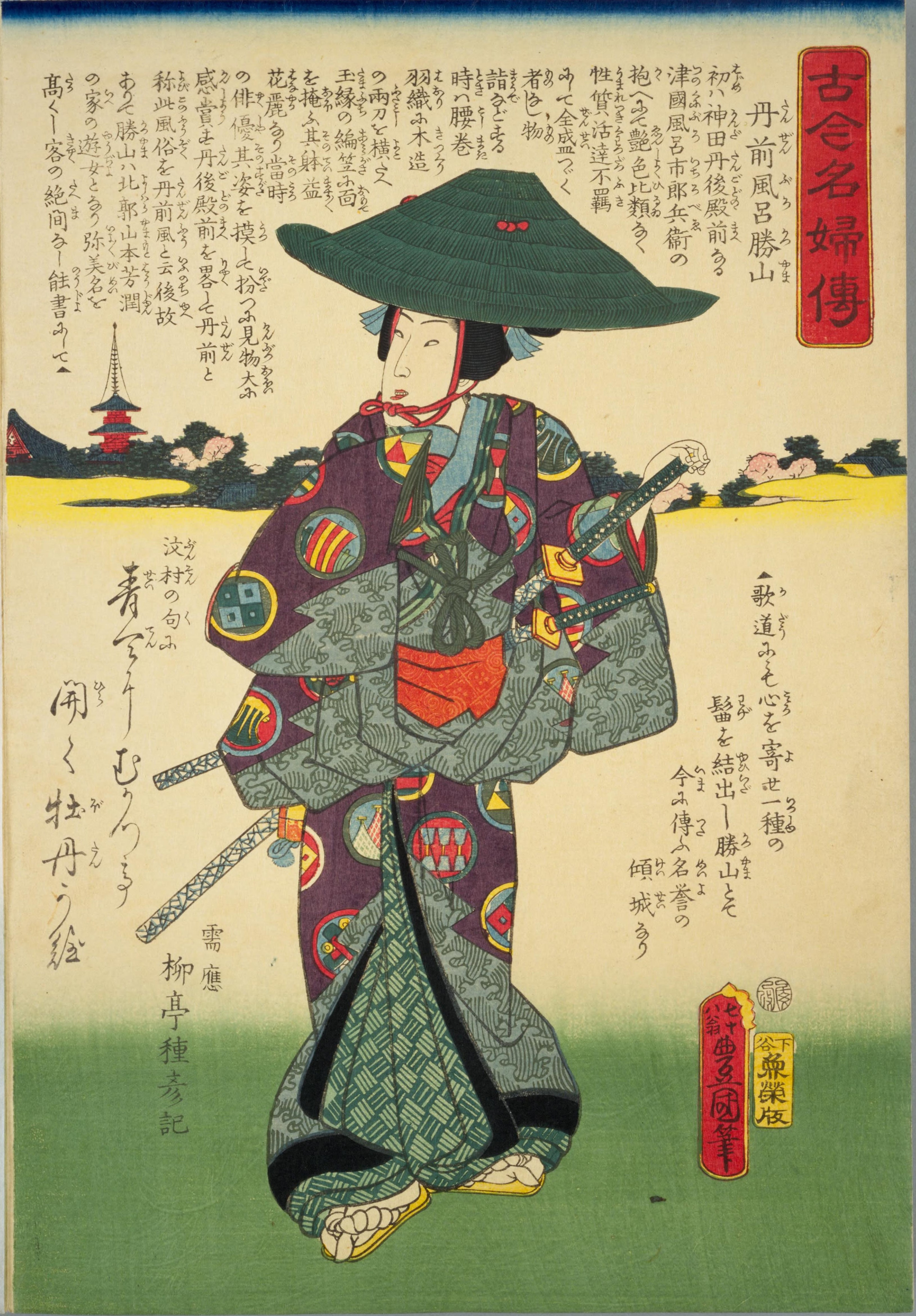
歌川国貞「古今名婦伝」『丹前風呂勝山』（1863年・文久3年）

勝山は元、丹前風呂と呼ばれる私娼窟をかねた風呂屋の従業員（湯女）であったが、そのころから派手な出で立ちで評判になっていたらしい。髪は自分で考案した上品な武家風の勝山髷（丸髷）に結い、腰に木刀の大小を挿して派手な縞の綿入れを着て歩き回り、江戸の若い女性達はこぞって彼女の風体を真似たという。
人品卑しからぬ容姿と武家風の好みから、勝山は零落した武家の娘であったという説もあるが湯女になる前の経歴は不明である。
しかしどれほど人気があるといっても丹前風呂は私娼窟であって、建前上公娼を置いている吉原以外での売春行為は違法であった。幕府は吉原からたびたび出される要請もあって商売敵となる湯女や飯盛女などの厳しい取締りを行っていた。
勝山も後に警動（私娼窟の一斉捜査)で逮捕され、そのまま吉原に身柄を引き渡されて遊女となった。岡場所と呼ばれる私娼窟で働いていた女達などの一部は逮捕されたのちに吉原に身柄を移されて遊女となる刑罰を適用されるが、もともと人気のあった彼女は吉原に勤めてのち最高位の太夫にまで上り詰める。彼女の贔屓客になって吉原に登楼してくる諸大名の家臣や豪商によって諸藩に知られる存在となった。
彼女の人気の程は、大阪の井原西鶴が『西鶴織留』の中に一代の名妓として彼女を紹介していることからも窺える。

## 勝山風・丹前風
湯女時代に武家の使用人である旗本奴に人気が高かったこともあり、勝山の好みは男っぽい、武家がかったものが多かった。
後に丸髷とも呼ばれる武家風の勝山髷は上品な印象から武家の奥方などにも好んで結われるようになり、当時の識者を嘆かせたという。
現在どてらとも呼ばれる広袖の綿入れ「丹前」も彼女が考案し贔屓客の旗本奴や侠客に広まった。丹前風呂は堀丹後守の屋敷前という土地柄もあってか血気盛んな若者が常連客に多く、彼らのような江戸初期の若者の派手な好みを丹前風とも言う。
以下は勝山が考案し、愛用したとされる品々である。
- 勝山髷：髷が大きな輪になっている華やかな武家風の髷。
- 勝山草履：鼻緒が朱色で二本ある草履。
- 丹前：派手な縞柄の広袖の綿入れ。袖口などが別布で覆われている。

またのちに「花魁道中」と呼ばれる吉原の「外八文字」を踏む道中の足どりは彼女の考案という説がある。
それまでは京都・島原の太夫道中に倣って、吉原も「内八文字」の道中をしていたという。